# Nwankwo Kanu
Nwankwo Christian Kanu (Owerri, 1 augustus 1976) is een Nigeriaans voormalig profvoetballer die bij voorkeur als spits speelde. Hij speelde van 1992 tot en met 2012 voor achtereenvolgens Fed Works, Iwuanyanwu, Ajax, Internazionale, Arsenal, West Bromwich Albion en Portsmouth. Hij was van 1994 tot en met 2011 international in het Nigeriaans voetbalelftal, waarvoor hij 87 wedstrijden speelde en twaalf keer scoorde.

## Spelerscarrière

### Ajax
Kanu begon zijn carrière als 15-jarige jongen bij de Nigeriaanse eerste divisieclub Federation Works voor hij in 1992 vertrok naar Iwuanyanwu National. Na een sterk optreden op het WK voetbal onder 17 werd hij gecontracteerd door AFC Ajax in 1993. Zijn debuut voor de Amsterdammers maakte hij op 20 februari 1994 tijdens de thuiswedstrijd tegen FC Utrecht. 
Uiteindelijk zou hij 54 keer spelen in het shirt van Ajax en daarin 25 keer doel treffen. Hij kwam als wisselspeler in het veld tijdens de door Ajax van AC Milan gewonnen UEFA Champions League-finale in 1995.

### Internazionale
In 1996 werd Kanu verkocht aan de concurrent van AC Milan, Inter Milan. In diezelfde zomer was hij aanvoerder van het Olympisch team van Nigeria tijdens de Olympische Zomerspelen 1996 in Atlanta waar hij met zijn teamgenoten de gouden medaille wist te winnen. Kanu scoorde twee belangrijke doelpunten in de slotfase van de halve finale tegen Brazilië en boog daarmee een 3-2-achterstand in één klap om naar een 4-3-overwinning na verlenging. In dat jaar werd Kanu verkozen tot Afrikaans voetballer van het jaar. Vlak nadat hij terugkeerde van de Olympische Spelen naar Europa onderging hij de medische keuring van zijn nieuwe club Inter Milan. Kanu bleek een hartstoornis te hebben en werd in november 1996 nog geopereerd. Hij zou pas in april 1997 terugkeren bij Inter.

### Arsenal
In 1999 na slechts 12 wedstrijden en één doelpunt voor Inter verliet hij de Italiaanse club voor het Engelse Arsenal FC. Zijn debuut voor "The Gunners" tegen Sheffield United in de FA Cup was een aparte wedstrijd. Bij een 1-1-tussenstand en slechts 10 minuten te gaan schoot de keeper van Sheffield United de bal buiten de lijnen om een blessurebehandeling toe te laten. Bij de hervatting van het spel bracht Ray Parlour de bal weer in het veld en deed dit in de richting van diezelfde doelman om hem weer in balbezit te brengen. Kanu had niet in de gaten wat er aan de hand was en zag zijn kans schoon en pikte de bal op die hij vervolgens panklaar legde voor Marc Overmars die de 2-1 binnentikte, wat ook de einduitslag was. Direct aan het eind van de wedstrijd bood trainer Arsène Wenger aan de wedstrijd in zijn geheel over te laten spelen. Uiteindelijk won Arsenal ook die wedstrijd met 2-1.
Ondanks zijn vreemde debuut herleefde Kanu tijdens zijn verblijf in Londen, vooral nadat Nicolas Anelka de club had verlaten. Kanu scoorde enkele zeer mooie doelpunten en zorgde voor een hattrick tegen Chelsea FC nadat Arsenal met 2-0 achter stond. In 1999 werd hij voor de tweede maal verkozen tot Afrikaans voetballer van het jaar.
Met de komst van Thierry Henry die steeds meer aan spelen toe kwam, zat Kanu steeds vaker op de bank. Toch won Kanu in 2002 met Arsenal de dubbel en werd in 2003 de FA Cup gewonnen. In 2004 werd de nationale titel weer gewonnen. Al met al speelde Kanu 197 wedstrijden in dienst van Arsenal en wist daarin 44 maal te scoren. Zijn contract werd niet verlengd en hij stapte transfervrij over naar West Bromwich Albion.

### West Bromwich Albion
In het seizoen 2004/2005 speelde Kanu thuis met W.B.A. tegen Middlesbrough. In de laatste minuut van de wedstrijd bracht Geoff Horsfield de bal voor het doel en kreeg Kanu een niet te missen kans op de doellijn. Zonder ook maar een tegenstander in de buurt te hebben kon Kanu de bal rustig binnen tikken. Om onverklaarbare reden belandde de bal echter over het doel en verloor West Brom de wedstrijd met 2-1. De misser werd aan het eind van het seizoen bekroond als de "Misser van het seizoen".
Op 15 oktober 2005 scoorde Kanu de gelijkmaker in de wedstrijd tegen zijn oude club Arsenal. Uiteindelijk wist West Bromwich Albion de wedstrijd met 2-1 te winnen, wat hun eerste overwinning op Arsenal in 33 jaar betekende.

### Portsmouth
Op 18 augustus 2006 maakte Kanu bekend dat hij West Bromwich verliet en voor Portsmouth zou gaan spelen in de Premier League.
Op 1 januari 2007 maakte Kanu bekend dat hij, samen met Edgar Davids, terug wilde keren naar Ajax. Hier wilden zij proberen om de sfeer van de midden jaren negentig te laten herleven. Ondanks dat Davids kortstondig bij Ajax is teruggekeerd keerde Kanu niet terug.
Op 17 mei 2008 won Kanu de FA Cup met Portsmouth. De wedstrijd tegen Cardiff City eindigde in 1-0. Het enige doelpunt van de wedstrijd werd gemaakt door Kanu. In deze wedstrijd werd hij uitgeroepen tot "Man of the Match".
Met Portsmouth stond hij (als invaller) op 15 mei 2010 in de finale van de strijd om de FA Cup. Daarin verloor de ploeg van trainer-coach Avram Grant met 1-0 van Chelsea door een treffer in de 59ste minuut van Didier Drogba. In augustus 2010 verlengde hij zijn contract bij Portsmouth met 3 jaar. Hij startte weinig in de basis en kwam in het seizoen 2010/11 tot 2 doelpunten.
Op 13 juli 2012 maakte Kanu bekend dat hij Portsmouth ging aanklagen voor ruim £3 miljoen aan achterstallig loon sinds 2006. Op 30 juli 2012 bereikte hij een overeenkomst met de club om zijn tot 2013 lopende contract te ontbinden. Hij onderhandelde nog wel met de club over het achterstallig loon.

## Interlandloopbaan
Kanu maakte zijn debuut voor het Nigeriaans voetbalelftal in 1994 tegen Zweden in een vriendschappelijk duel. Tot maart 2008 speelde hij meer dan 70 interlands en trof meer dan 10 maal doel voor zijn land. Hij speelde onder andere mee tijdens het WK 1998 en het WK 2002. Nigeria wist zich niet te plaatsen voor het WK 2006 omdat het in de kwalificatiegroep niet opgewassen was tegen Angola. De Nigeriaan besloot in 2010 een punt achter zijn interlandcarrière te zetten. Hij nam dat besluit na de uitschakeling op het WK 2010 in Zuid-Afrika. Op 11 juni 2011 speelde hij nog een keer voor zijn land, in vriendschappelijke afscheids interland. Enkele prominente aanwezigen hierbij waren: Samuel Eto'o, Emmanuel Adebayor, George Weah, Michael Essien en Jerrel Hasselbaink.

## Clubstatistieken
| Seizoen | Club                 | Duels | Goals | Competitie      |
| ------- | -------------------- | ----- | ----- | --------------- |
| 1991/92 | Fed Works            | 30    | 9     | Nigerian League |
| 1992/93 | Iwuanyanwu National  | 30    | 6     | Nigerian League |
| 1993/94 | Ajax                 | 6     | 2     | Eredivisie      |
| 1994/95 | Ajax                 | 18    | 10    | Eredivisie      |
| 1995/96 | Ajax                 | 30    | 13    | Eredivisie      |
| 1996/97 | Internazionale       | 0     | 0     | Serie A         |
| 1997/98 | Internazionale       | 11    | 1     | Serie A         |
| 1998/99 | Internazionale       | 1     | 0     | Serie A         |
| 1998/99 | Arsenal              | 12    | 6     | Premiership     |
| 1999/00 | Arsenal              | 31    | 12    | Premiership     |
| 2000/01 | Arsenal              | 27    | 3     | Premiership     |
| 2001/02 | Arsenal              | 23    | 3     | Premiership     |
| 2002/03 | Arsenal              | 16    | 5     | Premiership     |
| 2003/04 | Arsenal              | 10    | 1     | Premiership     |
| 2004/05 | West Bromwich Albion | 28    | 2     | Premiership     |
| 2005/06 | West Bromwich Albion | 25    | 5     | Premiership     |
| 2006/07 | Portsmouth           | 36    | 10    | Premiership     |
| 2007/08 | Portsmouth           | 25    | 4     | Premiership     |
| 2008/09 | Portsmouth           | 17    | 1     | Premiership     |
| 2009/10 | Portsmouth           | 24    | 2     | Premiership     |
| 2010/11 | Portsmouth           | 30    | 2     | Championship    |
| 2011/12 | Portsmouth           | 10    | 1     | Championship    |
| Totaal  | Totaal               | 441   | 118   |                 |

## Erelijst
| Competitie                 |                     |                           |                     |                     |
| Competitie                 | Aantal              | Jaren                     |                     |                     |
| Iwuanyanwu National        | Iwuanyanwu National | Iwuanyanwu National       | Iwuanyanwu National | Iwuanyanwu National |
| -------------------------- | ------------------- | ------------------------- | ------------------- | ------------------- |
| Nigerian Premier League    | 1x                  | 1992/93                   |                     |                     |
| Ajax                       |                     |                           |                     |                     |
| Mondiaal                   |                     |                           |                     |                     |
| Wereldbeker voor clubteams | 1x                  | 1995                      |                     |                     |
| Internationaal             |                     |                           |                     |                     |
| UEFA Champions League      | 1x                  | 1994/95                   |                     |                     |
| UEFA Super Cup             | 1x                  | 1995                      |                     |                     |
| Nationaal                  |                     |                           |                     |                     |
| Eredivisie                 | 3x                  | 1993/94, 1994/95, 1995/96 |                     |                     |
| Nederlandse Supercup       | 2x                  | 1994, 1995                |                     |                     |
| Internazionale             |                     |                           |                     |                     |
| UEFA Cup                   | 1x                  | 1997/98                   |                     |                     |
| Arsenal                    |                     |                           |                     |                     |
| FA Premier League          | 2x                  | 2001/02, 2003/04          |                     |                     |
| FA Cup                     | 2x                  | 2001/02, 2002/03          |                     |                     |
| FA Charity Shield          | 1x                  | 1999                      |                     |                     |
| Portsmouth                 |                     |                           |                     |                     |
| FA Cup                     | 1x                  | 2007/08                   |                     |                     |

| Competitie                   | Winnaar          | Winnaar          | Runner-up        | Runner-up        | Derde            | Derde            |
| Competitie                   | Aantal           | Jaren            | Aantal           | Jaren            | Aantal           | Jaren            |
| Nigeria onder 17             | Nigeria onder 17 | Nigeria onder 17 | Nigeria onder 17 | Nigeria onder 17 | Nigeria onder 17 | Nigeria onder 17 |
| ---------------------------- | ---------------- | ---------------- | ---------------- | ---------------- | ---------------- | ---------------- |
| Wereldkampioenschap onder 17 | 1x               | 1993             |                  |                  |                  |                  |
| Nigeria onder 23             |                  |                  |                  |                  |                  |                  |
| Olympische Zomerspelen       | 1x               | 1996             |                  |                  |                  |                  |
| Nigeria                      |                  |                  |                  |                  |                  |                  |
| Afro-Asian Cup of Nations    | 1x               | 1995             |                  |                  |                  |                  |
| Afrikaans kampioenschap      |                  |                  |                  | 2000             |                  |                  |

Individueel als speler
| Afrikaans Voetballer van het Jaar     | 2x | 1996, 1999 |
| BBC Afrikaans Voetballer van het Jaar | 1x | 1984       |
| FA Cup Final Man of the Match         | 1x | 2008       |
| IFFHS Legends                         | 1x | 2016       |

## Persoonlijk
Hoewel Kanu officieel in 1976 is geboren, bestaat er twijfel over zijn geboortejaar.
Kanu heeft het syndroom van Marfan, een aangeboren, erfelijke aandoening, waarbij het lichaam te veel bindweefsel aanmaakt. Bij Kanu uit zich dit in zijn lichaamsbouw en de hartproblemen, die hij gedurende zijn carrière, onderging. De verwijding van de aorta hoort ook bij het ziektebeeld. In maart 2014 werd hij opnieuw geopereerd aan zijn hart.